# 澤連 (杜布羅維察區)
51°41′42″N 26°12′20″E / 51.69500°N 26.20556°E
澤連（烏克蘭語：Зелень），是烏克蘭西北部的村莊，隸屬里夫內州的薩爾內區。該村始建於1801年，面積0.84平方公里，海拔高度147米，2001年人口639，人口密度每平方公里760.7人。